# 2-й переулок Петра Алексеева
2-й переу́лок Петра́ Алексе́ева (название с 1960 года) — переулок в Москве, на территории района Можайский Западного административного округа.
Начинается от улицы Петра Алексеева, проходит позади дома № 5, затем поворачивает немного влево. Проходя между двумя четырёхэтажными домами довоенной постройки и рядом с главным входом в ДК «Заветы Ильича», заканчивается, примыкая к Можайскому шоссе.

## Происхождение названия

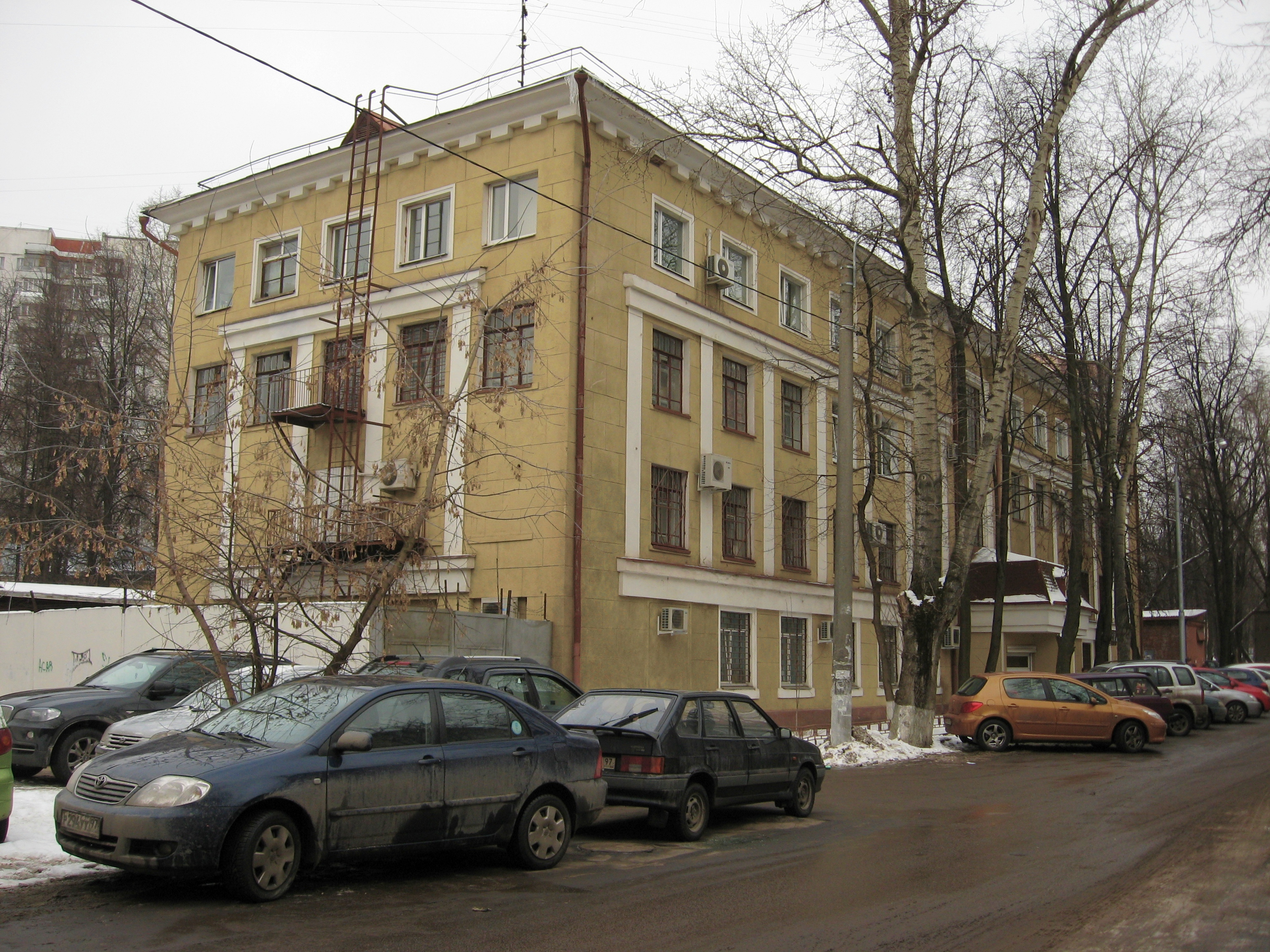
2-й переулок Петра Алексеева, дом 2

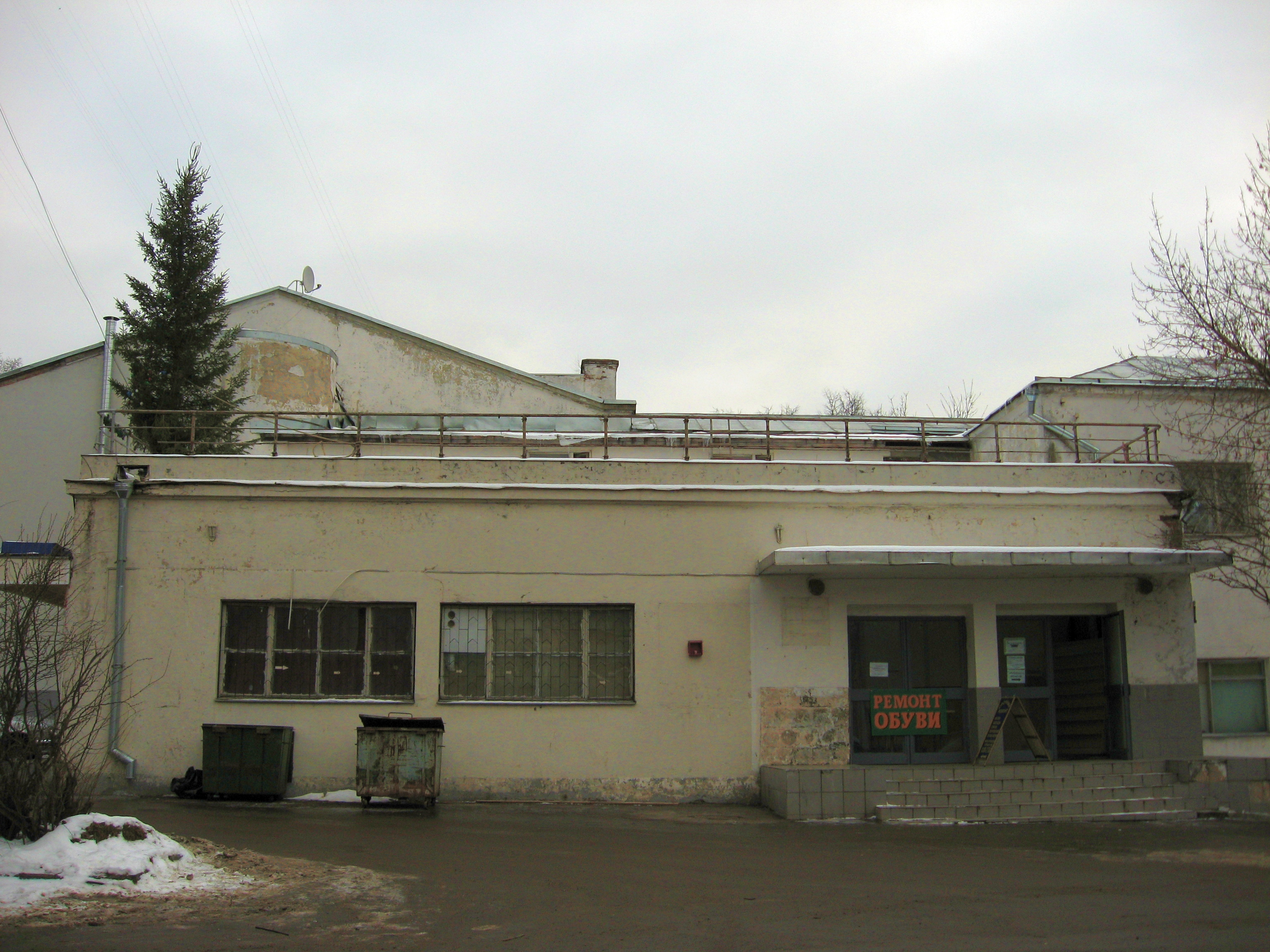
Вход в ДК «Заветы Ильича».
Можайское шоссе, 13

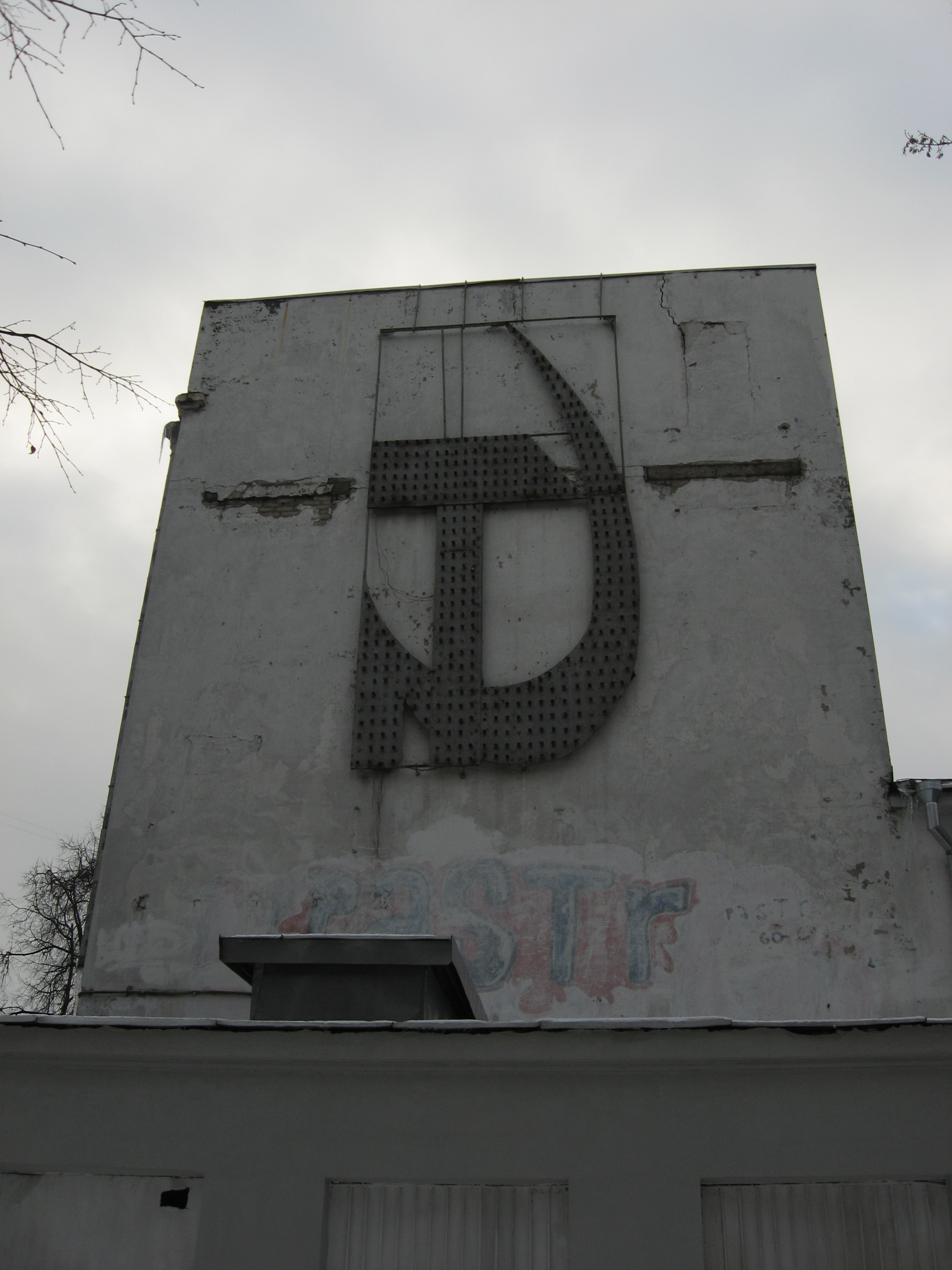
«Серп и молот» на стене ДК «Заветы Ильича».
Вид со стороны Можайского шоссе

Улица Петра Алексеева и два переулка (1-й и 2-й) получили название в 1960 году в честь Петра Алексеева (1849—1891) — одного из первых российских рабочих-революционеров. За революционную пропаганду в 1877 году был приговорен к 10 годам каторги.

## Здания и сооружения
Официально по переулку числятся всего 2 здания. Остальные дома относятся к другим улицам
- нечётная сторона:
  - владение 12 по улице Петра Алексеева арендуют различные фирмы. Ранее там располагалось ОАО «Камвольное объединение „Октябрь“».
  - дом 1 (по 2-у переулку Петра Алексеева) — четырёхэтажный жилой дом
  - дом 13 (по Можайскому шоссе) — дом культуры «Заветы Ильича». ДК принадлежит ОАО "Камвольное объединение «Октябрь». Дом культуры был построен на рубеже 1920-30-х годов, но в 1970-е годы его реконструировали, изменив декор и украсив серпом и молотом[2].
- чётная сторона
  - дом 5 по улице Петра Алексеева — многоэтажный жилой дом
  - дом 2 (по 2-у переулку Петра Алексеева) — четырёхэтажное здание, в котором расположены различные офисы
  - дом 15 (по Можайскому шоссе) — многоэтажный жилой дом

## Транспорт
По переулку общественный транспорт не ходит.
Неподалёку, на Можайском шоссе, расположены автобусные остановка "Улица Петра Алексеева и «Улица Багрицкого», откуда ходят автобусы до ближайших станций метро:
- до метро «Кунцевская»:
  - № 45 — (66-й квартал Кунцева — Метро «Кунцевская»)
  - № 190 — (Беловежская улица — Метро «Молодёжная»)
  - № 610 — (Пищекомбинат — Метро «Кунцевская»)
  - № 612 — (Улица Герасима Курина — Троекуровское кладбище)
  - № 733 — (Аминьево — Крылатское) (только к метро «Кунцевская»)
- до метро «Славянский бульвар»:
  - № 103 — (23-й квартал Новых Черёмушек — Улица Генерала Дорохова)
  - № 157 — (Беловежская улица — Киевский вокзал)
  - № 205 — (Совхоз «Заречье» — Улица Довженко)
  - № 231 — (Беловежская улица — Метро «Филёвский парк»)
  - № 818 — (Международный университет — Метро «Филёвский парк»)
  - № 840 — (66-й квартал Кунцева — Киевский вокзал)